# 生之歌
《生之歌》，是已故台灣女作家杏林子的一本散文集，也是她的代表作之一。

## 本書大綱
作者從不同的角度，針對生命抒發個人的感受與體悟。藉由觀察自然界的生物、己身的經歷和動人的故事來說明生命的光彩完全是由自己掌握的道理和積極向上、奮鬥的人生觀，取材多於日常生活，內容對生命的執著與歌頌，以及對人的關懷與熱愛。

## 出版資訊
- 1977年初版
- 1995年再版：九歌文化出版編號第403號
- 1998年發行有聲書：九歌文化出版編號第945號

## 獲獎紀錄
- 1979年（民國68年）：第二屆基督教文藝獎

- 《生之歌》是杏林子的一本散文集

- 另外還有
- 1.     《生之頌》  2.     《杏林小記》  3.     《探索生命的深井》